# Résolution 1454 du Conseil de sécurité des Nations unies
Membres permanents
- Chine
- États-Unis
- France
- Royaume-Uni
- Russie

Membres non permanents
- Bulgarie
- Cameroun
- Colombie
- Guinée
- Irlande
- Mexique
- Maurice
- Norvège
- Singapour
- Syrie

Résolution no 1453 Résolution no 1455
La résolution 1454 du Conseil de sécurité des Nations unies fut adoptée le 30 décembre 2002. Après avoir rappelé toutes les résolutions précédentes sur l'Irak, y compris les résolutions 661 (de 1991), 986 (de 1995), 1284 (de 1999), 1352 (en) (de 2001), 1360 (de 2001), 1382 (de  2001), 1409 (de 2002) et 1447 (de 2002) concernant le programme Pétrole contre nourriture, le Conseil a ajusté la liste des marchandises soumises à des restrictions (Liste d'examen des marchandises) et les procédures de mise en œuvre dans le cadre du programme. Ce fut la dernière résolution du Conseil de sécurité adoptée en 2002.
Le Conseil de sécurité était convaincu de la nécessité d'une mesure temporaire pour fournir une aide humanitaire au peuple irakien jusqu'à ce que le gouvernement remplisse les dispositions des résolutions 687 (de 1991) et 1284, et distribue également l'aide dans tout le pays. Il a réaffirmé l'attachement de tous les États à la souveraineté et à l'intégrité territoriale de l'Irak, sa détermination à améliorer la situation humanitaire et sa promesse d'ajuster la Liste d'examen des marchandises.
Agissant en vertu du Chapitre VII de la Charte des Nations unies, le Conseil a ajusté la Liste d'examen des marchandises et les procédures de mise en œuvre. Plus de 50 articles ont été ajoutés à la liste d'examen des marchandises. Il devait procéder à un examen des mesures dans les 90 jours et avant la fin de la prorogation actuelle du programme Pétrole contre nourriture, tandis que le Comité créé par la Résolution 661 était également prié de procéder à des examens. Le Secrétaire général Kofi Annan a été chargé d’établir dans un délai de 60 jours les taux de consommation et les niveaux d’utilisation des produits chimiques et des médicaments spécifiés dans les annexes de la résolution. Enfin, la résolution a appelé tous les États à coopérer pour la soumission en temps voulu de demandes techniquement complètes et la délivrance de licences d'exportation.
La résolution 1454 a été adoptée par 13 voix contre zéro, et deux abstentions de la Russie et de la Syrie. La Russie s'est opposée à la nature "restrictive" du texte tandis que la Syrie a noté que l'Irak avait commencé à se conformer aux inspections d'armes et a regretté que la vitesse des négociations aboutissant à l'adoption de la résolution actuelle n'ait pas laissé suffisamment de temps pour examiner la liste.